# فيراري 195 إنتر
فيراري 195 إنتر (بالإيطالية: Ferrari 195 Inter)‏ ، هي سيارة سياحية أنتجها شركة فيراري الإيطالية سنة 1950م، وأنتجت نحو 24 سيارة.

## مصدر
1. ↑  Ferrari 195 Inter[وصلة مكسورة]